# Siu lam juk kau
Siu lam juk kau (Brasil: Kung-Fu Futebol Clube / Portugal: Shaolin Soccer - O Ás da Bola) é um filme honconguês do género comédia, escrito e dirigido por Stephen Chow. Foi orçado em dez milhões de dólares.

## Elenco
- Stephen Chow	 ...
- Man Tat Ng	...
- Wei Zhao	...
- Yin Tse	...
- Hui Li	...
- Cecilia Cheung	...
- Karen Mok	...
- Vincent Kok	...
- Kai Man Tin	...
- Chi Chung Lam	...
- Kwok-Kwan Chan	...
- Chi Ling Chiu	...
- Ming Ming Zhang
- Pu Ye Dong	...
- Shi Zi Yun	...

## Prêmios
21º Prémios do Festival de Cinema de Hong Kong
- Melhor filme
- Melhor diretor (Stephen Chow)
- Melhor ator (Stephen Chow)
- Melhor ator coadjuvante (Wong Yat-Fei)
- Melhor efeito sonoro
- Melhor efeito visual
- Melhor realizador jovem (Stephen Chow)[2]

7º Golden Bauhinia Awards
- Melhor filme
- Melhor ator (Stephen Chow)
- Melhor ator coadjuvante (Wong Yat-Fei)